# 拼音字谱
《拼音字譜》，清末书名。清朝末年，民族意识崛起，有识之士意识到了汉字的繁琐与不便，于是展开了一场切音字运动，创制各种替代或拼写汉字的拼音文字，主要有《江苏新字母》《中国切音新字》等。新中国成立后，文字改革出版社出版了《拼音文字史料丛书》，可作参考。
《拼音字谱》便是切音字方案之一。

## 作者
《拼音字谱》作者王炳耀，于1897年刊行。王炳耀字煜初，祖籍广东东莞。清末“切音字”倡导者之一。
王煜初是第二代华人本地传教士。王煜初原籍广东东莞县官涌乡（今属虎门），后随父定居香港，但长期在新安（今深圳）、东莞等地传教。

## 简介
使用速记符号与拉丁字母对音，以粤东音为基础，对字母加以增减，可以用来拼写其他方音。并根据词义与词类，另在“音符”(即代表语音的符号)上加“义符”。体例复杂，没有流行开来。可作为研究中国拼音文字史的参考。（《辞海》1989年缩印版）